# 信天翁科
信天翁科（学名：Diomedeidae）是鸟纲鹱形目中的一个科，这一科的鸟被笼统的称为信天翁。它们是一種棲息於海邊的鳥類，亦是世界上最大的海洋鳥類。 信天翁的活动范围位于南冰洋以及北太平洋。北大西洋不在它们的活动范围，但当地的化石记录显示它们过去曾生活于此，另外偶尔也会有迷鸟到达这里。漂泊信天翁的翼展可达到3.7米，是世界上现存的翼展最大的飞行鸟类。信天翁科通常被分为四个属，但其下可分为多少个种还有争议。
信天翁在天空中的飞行十分高效，它们使用动力翱翔和脊提升技巧来最大程度的节省能量消耗。它们以鱼、鱿鱼和磷虾为食，捕食方式包括寻找尸体残骸、水面掠食或潜水捕猎。信天翁是定居的，它们可以在大多数偏远海岛上筑巢。借助“仪式化的舞蹈”，雌雄个体能在几年内形成配偶，这种关系可以持续一生。信天翁的繁殖季节可超过一年，包括从下蛋到雏鸟的出生，每次繁殖尝试都会产一个蛋。中途岛上一只名为“智慧”的黑背信天翁是已知存活最久的野鸟，它最初在1956年由钱德勒·罗宾斯套上脚环。
根据国际自然保护联盟的记录，在信天翁科22个物种中，有21种都或多或少受到生存威胁。其中，有2个种被评估为极危，7个种被评估为濒危，6个种被评估为近危，还有6个种被评估为易危。过去，对信天翁羽毛的需求导致了其物种数量的下降。如今，威胁信天翁生存的因素包括外来物种，例如老鼠和流浪猫会偷走它们的蛋、攻击雏鸟和成鸟；环境污染；过度捕捞导致的食物匮乏；以及延绳捕鱼。延绳捕鱼给信天翁的生存造成了巨大的威胁，因为这种捕鱼方法会设置许多诱饵，一旦信天翁尝试攻击这些诱饵，它们就会被鱼钩缠住，进而淹死。一些捕鱼项目的相关者，例如政府部门以及保护组织、渔业从业者正致力于减少这类方法的附带危害。

## 分类与演化

### 演化
根据鸟类DNA分类系统，鹱形目的辐射适应始于3500-3000万年前的渐新世时期，不过这个时间点也可能更早，在白垩纪晚期（大约7000万年前）的岩石样本中曾发现一个被认为属于鹱形目，名为 Tytthostonyx 的化石。分子证据显示，风暴海燕是第一个从鹱形目中分离的，其次是信天翁，再之后是鹱科和鹈燕科。已发现的早期信天翁化石时间大约在渐新世至始新世之间，尽管其中有些远古信天翁只是被归属到这个科，但外观和习性与现代的信天翁并不相似。在南半球发现的化石证据表明，小信天翁属和乌信天翁属的分离时间大约在1000万年前。北半球的信天翁化石记录要远多于南半球，并且在北大西洋——这个如今没有信天翁活动的区域也发现了许多信天翁化石，其中大多数属于北太平洋信天翁属。

### 分类
信天翁的分类还有争议，目前最普遍认同的是4个属下共有21个种。四个属分别为信天翁属（Diomedea）、小信天翁属（Thalassarche）、北太平洋信天翁属（Phoebastria）和乌信天翁属（Phoebetria）。北太平洋信天翁属被认为是信天翁属的一个姐妹群，而小信天翁属则被认为与乌信天翁属比较接近。

1965年，为了简化当时对信天翁混乱的分类，信天翁科被重新分为了两个属：Phoebetria（包括乌信天翁属，因为它们与鹱科外观类似，所以被认为是更为“原始”的物种）以及Diomedea （信天翁科下的其它物种）。然而，美国自然历史博物馆的加里·纳恩等人在1996年通过对14个不同物种信天翁的线粒体DNA分析得出，信天翁科应当被分为4个属，而非仅仅2个。他们提议恢复两个旧属名，即太平洋信天翁的属名 Phoebastria 和小信天翁属的属名 Thalassarche，而信天翁属保留 Diomedea，乌信天翁属则保留 Phoebetria。

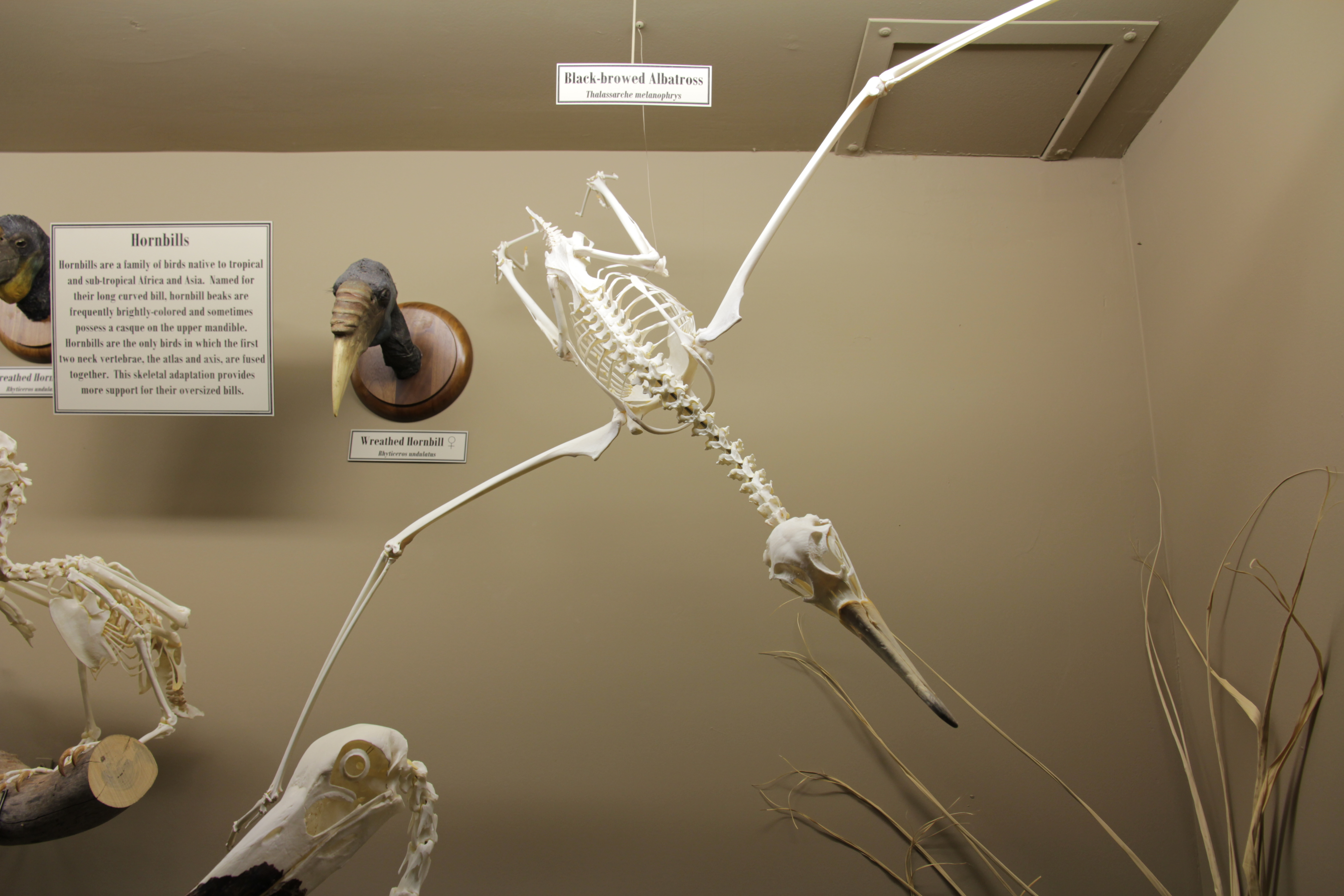
一只黑眉信天翁的骨架，来自骨骼博物馆

#### 南极鸟类
信天翁科属于鹱形目，与其它南极鸟类的关系如下：

|  | \| \| 鹱科 Procellariidae \| \| \| \| \| \| 鹈燕科 Pelecanoididae \| \| \| \| |
|  |                                                                               |
|  | 海燕科 Hydrobatidae                                                           |
|  |                                                                               |
|  | 鹱科 Procellariidae                                                           |
|  |                                                                               |
|  | 鹈燕科 Pelecanoididae                                                         |
|  |                                                                               |

|  | 鹱科 Procellariidae   |
|  |                       |
|  | 鹈燕科 Pelecanoididae |
|  |                       |

|  | \| \| 鹱科 Procellariidae \| \| \| \| \| \| 鹈燕科 Pelecanoididae \| \| \| \| |
|  |                                                                               |
|  | 海燕科 Hydrobatidae                                                           |
|  |                                                                               |
|  | 鹱科 Procellariidae                                                           |
|  |                                                                               |
|  | 鹈燕科 Pelecanoididae                                                         |
|  |                                                                               |

|  | 鹱科 Procellariidae   |
|  |                       |
|  | 鹈燕科 Pelecanoididae |
|  |                       |

|  | \| \| 鹱科 Procellariidae \| \| \| \| \| \| 鹈燕科 Pelecanoididae \| \| \| \| |
|  |                                                                               |
|  | 海燕科 Hydrobatidae                                                           |
|  |                                                                               |
|  | 鹱科 Procellariidae                                                           |
|  |                                                                               |
|  | 鹈燕科 Pelecanoididae                                                         |
|  |                                                                               |

|  | 鹱科 Procellariidae   |
|  |                       |
|  | 鹈燕科 Pelecanoididae |
|  |                       |

|  | \| \| 鹱科 Procellariidae \| \| \| \| \| \| 鹈燕科 Pelecanoididae \| \| \| \| |
|  |                                                                               |
|  | 海燕科 Hydrobatidae                                                           |
|  |                                                                               |
|  | 鹱科 Procellariidae                                                           |
|  |                                                                               |
|  | 鹈燕科 Pelecanoididae                                                         |
|  |                                                                               |

|  | 鹱科 Procellariidae   |
|  |                       |
|  | 鹈燕科 Pelecanoididae |
|  |                       |

|  | \| \| 鹱科 Procellariidae \| \| \| \| \| \| 鹈燕科 Pelecanoididae \| \| \| \| |
|  |                                                                               |
|  | 海燕科 Hydrobatidae                                                           |
|  |                                                                               |
|  | 鹱科 Procellariidae                                                           |
|  |                                                                               |
|  | 鹈燕科 Pelecanoididae                                                         |
|  |                                                                               |

|  | 鹱科 Procellariidae   |
|  |                       |
|  | 鹈燕科 Pelecanoididae |
|  |                       |

|  | \| \| 鹱科 Procellariidae \| \| \| \| \| \| 鹈燕科 Pelecanoididae \| \| \| \| |
|  |                                                                               |
|  | 海燕科 Hydrobatidae                                                           |
|  |                                                                               |
|  | 鹱科 Procellariidae                                                           |
|  |                                                                               |
|  | 鹈燕科 Pelecanoididae                                                         |
|  |                                                                               |

|  | 鹱科 Procellariidae   |
|  |                       |
|  | 鹈燕科 Pelecanoididae |
|  |                       |

|  | \| \| 鹱科 Procellariidae \| \| \| \| \| \| 鹈燕科 Pelecanoididae \| \| \| \| |
|  |                                                                               |
|  | 海燕科 Hydrobatidae                                                           |
|  |                                                                               |
|  | 鹱科 Procellariidae                                                           |
|  |                                                                               |
|  | 鹈燕科 Pelecanoididae                                                         |
|  |                                                                               |

|  | 鹱科 Procellariidae   |
|  |                       |
|  | 鹈燕科 Pelecanoididae |
|  |                       |

|  | \| \| 鹱科 Procellariidae \| \| \| \| \| \| 鹈燕科 Pelecanoididae \| \| \| \| |
|  |                                                                               |
|  | 海燕科 Hydrobatidae                                                           |
|  |                                                                               |
|  | 鹱科 Procellariidae                                                           |
|  |                                                                               |
|  | 鹈燕科 Pelecanoididae                                                         |
|  |                                                                               |

|  | 鹱科 Procellariidae   |
|  |                       |
|  | 鹈燕科 Pelecanoididae |
|  |                       |

#### 内部分类
信天翁四个属下的22个物种如下：
- 大信天翁属 (Diomedea)
  - 漂泊信天翁 (D. exulans)
  - 安岛信天翁（英语：Antipodean albatross） (D. (exulans) antipodensis)
  - 阿岛信天翁 (D. (exulans) amsterdamensis)
  - 特岛信天翁 (D. (exulans) dabbenena)
  - 北方皇家信天翁（英语：Northern royal albatross） (D. (epomophora) sanfordi)
  - 南方皇家信天翁 (D. epomophora)
- 信天翁属 (Phoebastria)
  - 加岛信天翁 (P. irrorata)
  - 短尾信天翁 (P. albatrus)
  - 黑脚信天翁 (P. nigripes)
  - 黑背信天翁 (P. immutabilis)
- 小信天翁属 (Thalassarche)
  - 黑眉信天翁 (T. melanophris )
  - 坎岛信天翁（英语：Campbell albatross） (T. (melanophris) impavida)
  - 羞怯信天翁（英语：Shy albatross） (T. cauta)
  - 白顶信天翁（英语：White-capped albatross） (T. (cauta) steadi)
  - 查塔姆岛信天翁 (T. (cauta) eremita)
  - 萨尔文信天翁（英语：Salvin's albatross） (T. (cauta) salvini)
  - 灰头信天翁（英语：Grey-headed albatross） (T. chrysostoma)
  - 大西洋黄鼻信天翁（英语：Atlantic yellow-nosed albatross） (T. chlororhynchos)
  - 印度洋黄鼻信天翁（英语：Indian yellow-nosed albatross） (T. (chlororhynchos) carteri)
  - 布勒信天翁（英语：Buller's albatross） (T. bulleri)
- 乌信天翁属 (Phoebetria)
  - 乌信天翁（英语：Sooty albatross） (P. fusca)
  - 灰背信天翁 (P. palpebrata)

## 形态与飞行

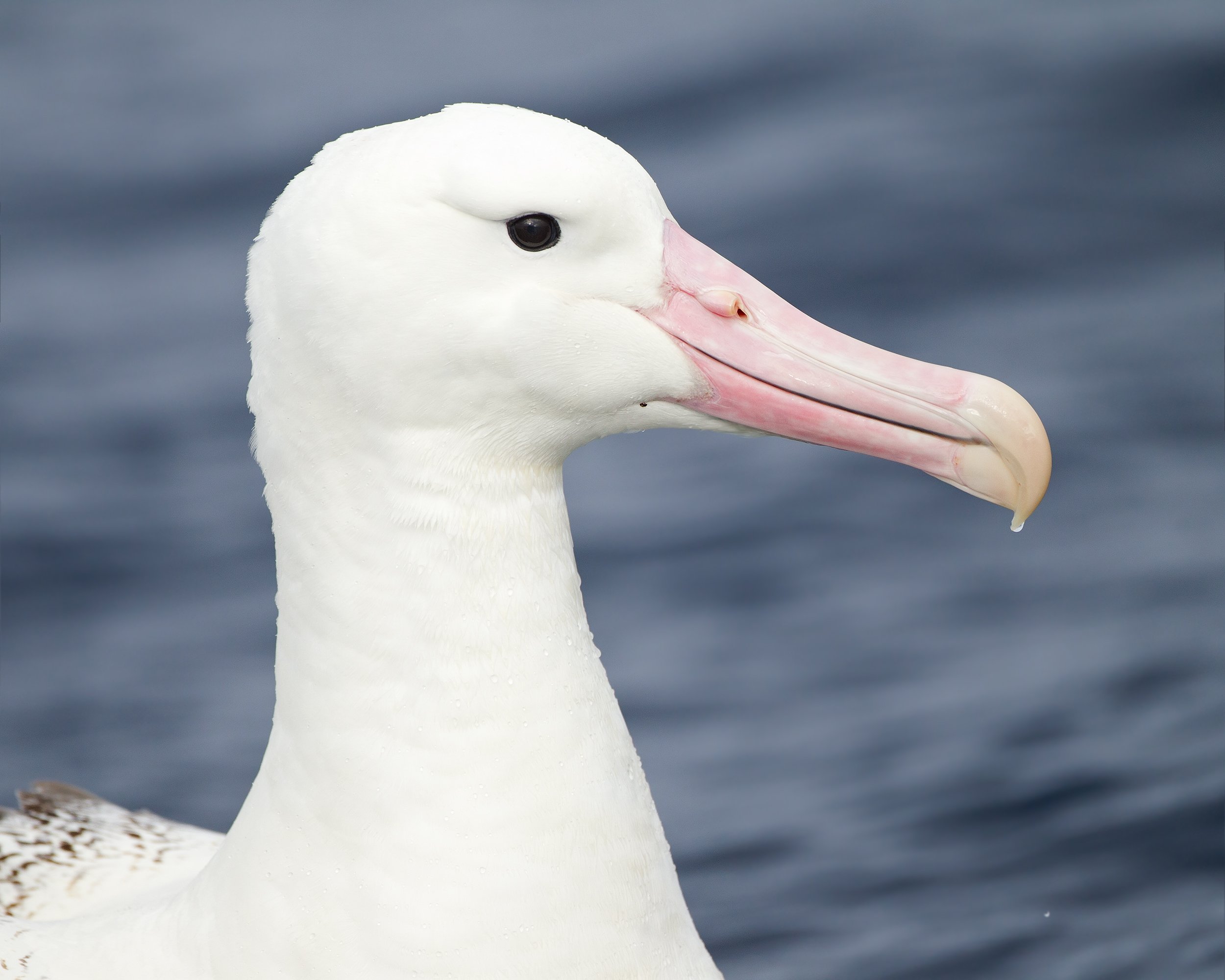
一只南方皇家信天翁，它拥有巨大、弯曲的喙和鼻管

信天翁的体型都比较大，成鸟平均身長達1米多，雙翅展開可達3至4米，體重達8至9千克，雄性信天翁一般比雌性體型大。它们拥有窄长的翅膀和长而有力的喙，喙末端形成一个向下的钩。信天翁的喙由角质构成，喙的两边分别有一根“管子”，这是它们的鼻孔，鹱形目的旧目名 Tubinares 就源于这个引人注目的特征。与鹱形目中的其它亲缘物种不同，信天翁的鼻管分布在喙的两旁而不是上方。信天翁飞行时所用的动力翱翔技巧需要对飞行速度有准确的感知，它们使用鼻管获得飞行速度，这与现代航空中皮托管的原理类似。与鹱形目同类一样，它们依靠独特的嗅觉来定位潜在的食物源，这有别与大多数依靠视觉寻找食物的鸟类。它们的爪没有后趾，三个前趾都由蹼相连。信天翁腿部肌肉发达，这使得它们与巨海燕成为了鹱形目中仅有的两个可以在地面行走的成员。
信天翁必须排出它们在饮用海水和食用海洋无脊椎动物时获取的盐分。在信天翁的喙的基部、位于眼睛上方有一个鼻腺，这个腺体可以起到滤出盐分的作用，它可以分泌浓度为5%的盐溶液，这些溶液从信天翁的鼻管排出，但是科学家尚不清楚其中具体的机制。

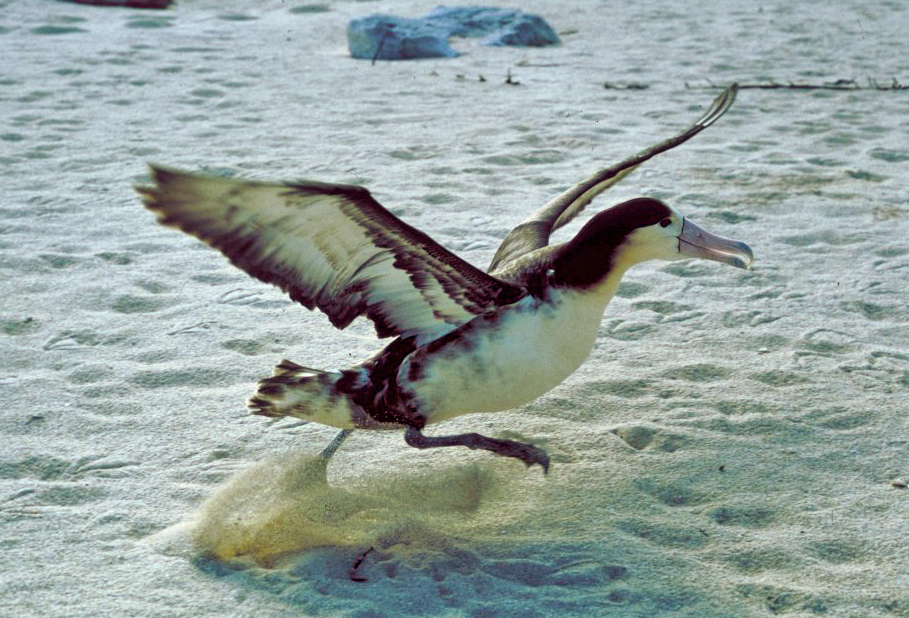
信天翁需要通过拍击翅膀助力起飞，这是飞行过程中消耗能量最多的阶段

大多数成年信天翁翅膀上方的羽毛呈现出深浅不同的暗色，翅膀背部则大多为白色，与海鸥类似。不同品种信天翁之间羽毛颜色可能不同：南方皇家信天翁的羽毛基本为白色，成年个体只有在翅膀边缘才略微带有暗色；而阿岛信天翁则通体呈褐色，与其它品种未换羽的幼年信天翁类似。小信天翁属和北太平洋信天翁属有独特的面部特征，例如眼睛上方类似眼罩的结构，以及褐色或黄色的颈部羽毛。信天翁为成年繁殖而进行的换羽需要几年时间才能完成。

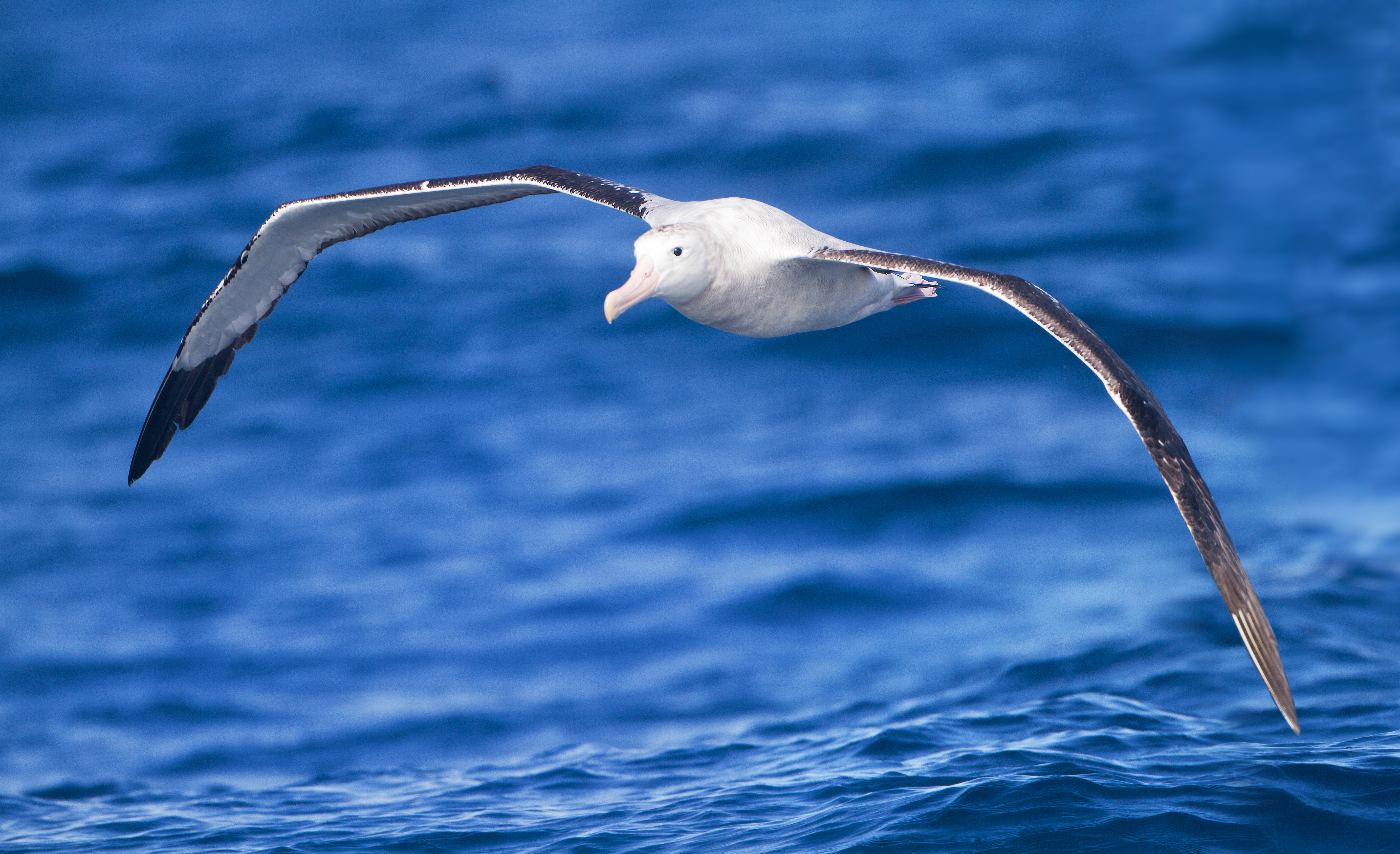
信天翁在海上的活动范围广阔，并时常环球飞行

信天翁科中信天翁属最大翅展可达3.4米，这是所有鸟类中最大的，其它几个属的信天翁的翅展要更小一些，大约在1.75米左右。 它们的翅膀僵硬，呈弧形，有加厚、流线状的前缘。与其它具有巨大翅膀的海鸟类似，为了进行长途飞行，信天翁使用两种飞行技巧：动力翱翔和脊提升。具体而言，动力翱翔是反复的爬升至强风高度，然后顺着风向下降，这种方法可以在垂直的风梯度中借取能量。在执行动力翱翔时，信天翁只需在飞行轨迹的顶端与底部的转向时消耗较多能量，其余时刻则处于比较轻松的借力飞行状态。这种技巧可以让信天翁在不拍击翅膀的情况下一天行进1000千米。脊提升则是利用了海浪迎风侧的上升气流，信天翁的滑翔比很高，可以达到22:1至23:1，也就是说，它们在滑翔时的垂直高度每下降1米，在水平方向就能前进22米。 在滑翔时，信天翁通过一块肌腱使展开的双翅保持锁定状态，以最大程度减少肌肉能量的消耗，这是它们与巨海燕共有的形态适应。
信天翁将这些飞行技巧与一些可预测的气象系统相结合，当南半球的信天翁向北前进时，它们沿着顺时针方向飞行，向南前进时，它们沿着逆时针方向飞行。信天翁很好的适应了这种飞行方式，以至于它们在飞行状态下的心率与休息状态十分接近。此外，飞行时所需的能量也微不足道，远低于起飞、着陆阶段和捕食所需的能量消耗。有假说认为信天翁可能会在飞行过程中睡觉，但这个说法尚未得到证实。
这种高效的飞行方式使信天翁成为了长程觅食者，它们仅需少量能量就可以在十分广阔的区域寻找食物。信天翁的滑翔技巧允许它们借助风力和海浪前行，但它们巨大的翅膀不适合作动力飞行，也即通过持续拍打的方式前行。当海面比较平静时，信天翁会在海面上休憩，等待风的再次到来。尽管主动飞行十分耗费能量，但它们还是可以借助主动起飞来规避危险状况。北太平洋信天翁可以使用一种被称为“襟翼滑翔”的飞行方式，在这种飞行方式中，它们先快速拍打翅膀，然后通过滑翔前进。准备起飞时，信天翁先要快速起跑，直到有充足的空气为翅膀提供升力。
信天翁的动力翱翔也为飞机的设计提供了灵感，德国航空工程师约翰内斯·特劳戈特和同事详细研究了信天翁的飞行方式，希望将其应用于飞机制造，尤其是无人机和无人航空载具中。

## 分布

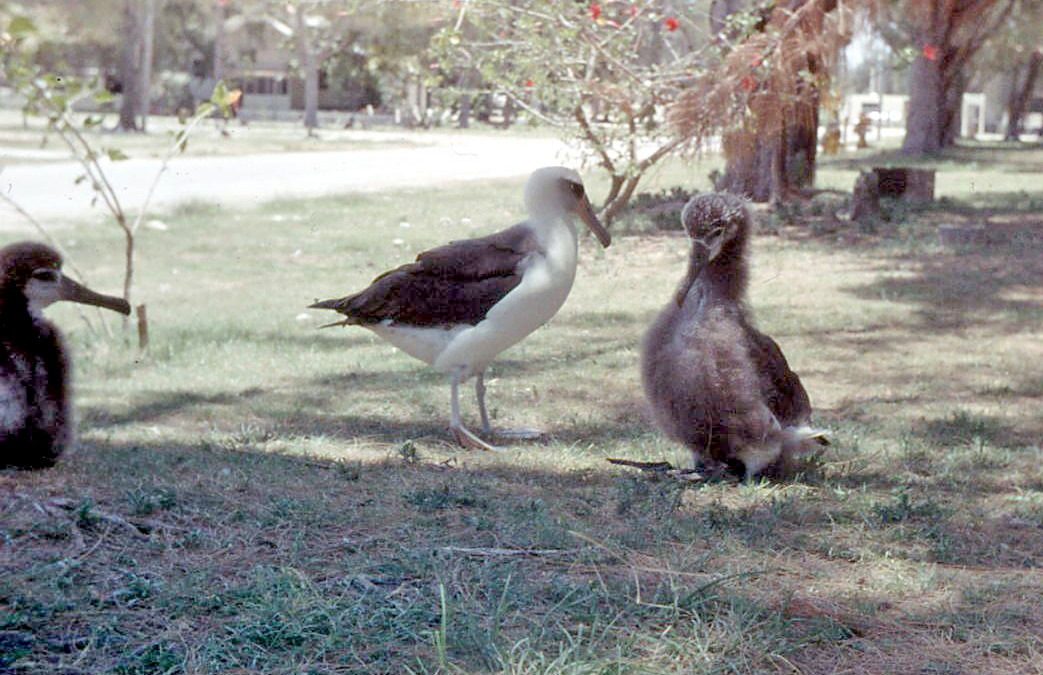
在中途岛休憩的三只信天翁

大多数信天翁生活在南冰洋区域，在南极洲与澳洲、非洲和南美洲大陆之间的海洋，少数生活在北太平洋和赤道地带。北太平洋信天翁属的四个物种是仅有的生活在北半球的信天翁，其中三种生活在日本、夏威夷群岛和加利福尼亚之间的海域，而另一种加岛信天翁则是在科隆群岛繁育后代，在南美沿岸捕食。大多数信天翁生活在高纬度地区，因为它们需要借强大的自然风辅助飞行，而缺乏持续拍击翅膀的能力导致它们难以越过低风带。加岛信天翁之所以能够在赤道附近生活，是因为科隆群岛附近秘鲁凉流为当地带来了强风。
目前尚不清楚为什么没有信天翁在北大西洋海域活动，已知短尾信天翁是因为间冰期的海平面上升导致位于大西洋百慕大的繁殖地点被淹没，不得向外迁移。有些来自南半球的迷鸟信天翁可能会进入北大西洋，并有可能在此生活数十年。曾有记录一只黑眉信天翁迷鸟进入了北大西洋，并在多年后来到苏格兰的塘鹅栖息地试图繁殖后代。
科学家使用卫星定位来追踪信天翁的跨洋捕食。信天翁没有季节迁徙的习惯，但在繁殖过后，它们的分布范围会变得十分巨大。南半球的信天翁经常会环绕南极洲飞行。 也有证据表明，不同信天翁物种在海上有不同的活动范围。科学家对同样在坎贝尔岛上繁殖的坎贝尔信天翁和灰头信天翁进行了比较，发现坎贝尔信天翁偏爱在坎贝尔海底高原区域觅食，而灰头信天翁则倾向于在远洋带等纯粹海洋区域觅食。漂泊信天翁对海水深度十分敏感，它们只在水深超过1000米的区域觅食，卫星图与它们活动的轨迹如此匹配，以至于有科学家说“在海水浅于1000米的地方，对这些鸟来说似乎有一个‘禁止通行’的警告标志一样”。研究还显示出似乎同一物种不同性别的个体也会选择不同的活动范围，特岛信天翁在戈夫岛繁殖，随后雄性个体向西，而雌性个体向东前进。

## 习性

### 捕食

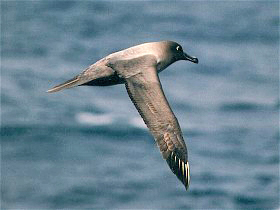
灰背信天翁可潜入深达12米的水下捕食

信天翁主要以鱼、头足动物和虾为食，有时它们也吃腐肉或浮游生物，它们也以船只丢弃的废弃物为食，因此它们有时跟船飞行。大多数对信天翁饮食习性的研究都是在它们的繁殖季节进行的，因为此时它们会集中回到产卵的岛屿。不同品种信天翁之间的饮食偏好各不相同，甚至同一品种不同族群也会有所差别，可能有些族群专注捕食墨鱼，而另一些族群更偏好鱼或磷虾。根据对夏威夷两个信天翁物种的研究，其一为黑脚信天翁，它们主要捕食鱼类，而另一为黑背信天翁，它们主要捕食墨鱼。
科学家使用数据记录器来追踪信天翁的饮水状况（借此获得它们可能的捕食信息），发现信天翁主要在白天觅食。另外，根据对它们食用的鱿鱼喙的分析，发现许多受到捕食的鱿鱼体型过大，很可能并不是通过狩猎获得的。同时，有些生活在中层水体中的鱿鱼也偶尔出现在它们的食谱，正常情况下信天翁是无法捕获这个深度的海洋生物的。这表明对一些信天翁物种（例如漂泊信天翁）而言，清扫鱿鱼尸体残骸是它们饮食的一个重要组成部分。这些鱿鱼尸体的来源还有争议，有部分来自人类的渔业活动，另外有些可能来自鱿鱼产卵后的自然死亡，以及鱿鱼海洋捕食者（例如抹香鲸、领航鲸和南瓶鼻鲸）的呕吐物。另外一些信天翁家族成员，例如黑眉信天翁和灰头信天翁，它们捕食较小型的鱿鱼，因为这些鱿鱼死后往往会下沉入海底，所以这些信天翁不太可能以食腐方式为生。加岛信天翁曾被观察到具有偷窃行为，它们会骚扰鲣鸟以窃取它们的食物。
人们以往认为信天翁主要以被水流、掠食者驱赶，或死后浮到水体表面的鱿鱼和鱼类为食。但最近通过毛细管深度记录仪的研究发现，虽然有些信天翁（例如漂泊信天翁）的潜水深度不超过1米，但另一些物种（例如灰背信天翁）可潜入超过5米的水下捕食，甚至可以达到12.5米。除了水面掠食和潜水的捕食方式外，它们还被观察到通过空中俯冲的方式进行猎食。

### 繁殖与舞蹈
信天翁有固定的繁殖地点，这些繁殖点一般为孤立岛屿，如果它们选择在较大的陆地繁殖，那么它们选择的地点一般为大陆的岬角，例如位于新西兰达尼丁的奥塔哥半岛。许多布勒信天翁和黑脚信天翁会在疏林树下筑巢。 信天翁对繁殖点的喜好各不相同，有些喜欢非常密集的聚居地（例如福克兰群岛上的信天翁聚居地每100平米有70个巢），另一些则偏好松散、间距较大的地点。所有信天翁聚居地在历史上均没有陆地哺乳动物的活动。信天翁通常会选择回到自己的出生地繁殖，这种倾向十分强烈，以至于有对黑背信天翁的研究发现，它们的繁殖巢穴距离自己出生地的平均距离仅为22米。
信天翁的寿命比许多鸟类都要长，它们为较少的幼鸟投入更多的精力。大多数信天翁物种的寿命都能超过50年，曾有记录最长寿的是一只被称为“智慧”的黑背信天翁，它在1956年被套上脚环，当时它就已性成熟，而直到2021年1月它还被记录到繁育了一只幼鸟，也就是说它至少活了70年。它是有记录的寿命最长的野生鸟和环志鸟。
信天翁的性成熟较晚，大约到5岁时才性成熟，并且当它们发展到性成熟也不会立即开始繁殖，而是需要再等待几年（有些物种甚至直到10岁才开始繁殖）。在开始繁殖之前，年轻的信天翁会参加一个鸟群，在此它将花费数年时间学习这个物种著名的繁殖仪式和“舞蹈”。首次参与鸟群返回的信天翁就已具备了这个物种所特有的固定行为与姿态语言，但此时它还不能“阅读”其它个体的行为，也无法对此作出回应。

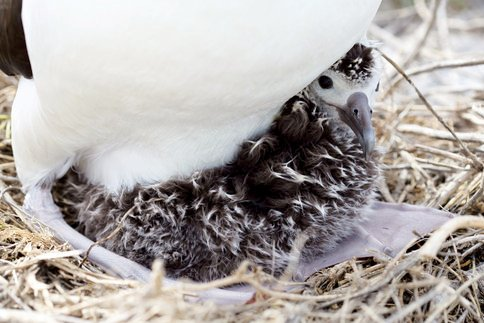
一只信天翁幼鸟

信天翁的繁殖表演包括各种动作的同步展示，例如梳理、指向、鸣叫、拍打、凝视，以及对这些动作的组合，例如向天空鸣叫（sky-call）。
信天翁旨在通过这些复杂的舞蹈仪式来筛选合适的伴侣。它们必须慎重选择伴侣，因为哺育后代是一项十分耗费精力的工程，即使是那些产卵周期小于一年的物种也很少会在几年内连续产卵。漂泊信天翁会花费一年多时间持续抚育幼鸟直到它们换羽。在每个产卵季节，信天翁会产下一枚亚椭圆形，白色底纹下点缀有红棕色斑点的蛋。 如果这枚蛋被其它动物偷走或意外破损，信天翁也不会在这期间再次产卵。蛋的重量大约在200-510克。信天翁伴侣之间的“离婚”行为比较罕见，因为这会影响一生中可产下的卵数，只有在多年无法生育的情况下它们才会分开。
所有生活在南半球的信天翁都会筑巨大的巢，巢的原材料来自野草、灌木、土壤、泥炭，甚至是企鹅的羽毛，相比之下北半球的信天翁巢穴更加简易。加岛信天翁不会筑巢，它们甚至会把蛋转移到远离繁殖领地的位置，可能相距达50米，有时这种行为会造成蛋的损失。信天翁的配偶双方轮流孵蛋，持续时间为一天至三周，整个孵化期约为70至80天（较大的信天翁孵化期较长），这是所有鸟类中最长的孵化期。孵化是一个耗费精力的过程，成年信天翁在此期间每天会损失多达83克体重。
孵化后的雏鸟是半透明的，它们仍需要持续三周的哺育与看护，直到可以自卫和调节体温。在这期间，父母轮流给雏鸟喂小餐。育雏期结束后，雏鸟由父母双方定期喂养。食物来自父母短途与长途的觅食，父母能获取并储存大约占体重12%（大约600克）的食物，这些食物由鱿鱼、鱼和磷虾以及胃油组成。胃油是一种富含能量的食物，比未消化的猎物更轻，易于携带。这种油是信天翁在胃部器官中消化猎物后产生的，它们具有特殊的霉味。
信天翁的雏鸟需要很长时间才能完成换羽，大型的信天翁需要280天左右，小型信天翁则大约为140至170天。与许多其它海鸟类似，小信天翁的体重将持续增长，它们利用这些能量来完成飞行羽毛的生长。在换羽完成后，幼鸟的体重与父母类似。大约有15%至65%的信天翁能存活到繁殖期。信天翁的换羽过程不需要父母的帮助，通常当父母定期回到巢穴时，幼鸟已经换羽完成并离开了。对信天翁幼鸟海上分布的研究表明，信天翁具有先天的迁徙特征，这是一种编码在它们基因之中的导航路线，可以引导幼鸟的首次出海飞行。
信天翁很少出现杂交的情况，因为不同物种繁殖地点基本不同。

## 威胁与保护

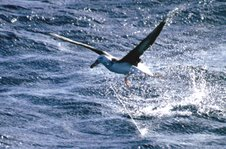
被鱼钩缠住的黑眉信天翁

信天翁的生存状况受到人类直接与间接的影响。历史上波利尼西亚人和阿留申人会捕猎信天翁，有时这种捕猎造成了某些区域（例如复活节岛）信天翁的绝迹。随着欧洲航海的发展，欧洲人也开始捕猎信天翁，他们或将其作为食物，或将射杀信天翁作为一项运动。这项运动在前往澳洲的移民航线上达到了顶峰，后来随着航行速度加快，人们难以开展狩猎，以及出于安全考虑限制携带武器，这项运动才逐渐停止。19世纪，一些信天翁族群，尤其是生活在北太平洋的信天翁因为羽毛贸易需求而被捕杀，这导致了短尾信天翁的几近灭绝。有22个信天翁物种位于IUCN红色名录，其中有2个种被评估为极危，7个种被评估为濒危，6个种被评估为近危，还有6个种被评估为易危。两个极危物种分别为特岛信天翁和加岛信天翁。信天翁的主要生存威胁来自商业捕鱼中的延绳捕鱼，因为与其它海鸟一样，信天翁会被鱼钩上的饵料（通常是一些内脏）吸引，导致被困而淹死。据估计，每年有大约100,000只信天翁死于延绳捕鱼。不受监管的海盗渔业更加剧了这一问题。
在中途岛曾有黑背信天翁与飞机相撞导致的伤亡事故，以及军事行动的被迫中断。1950年代至1960年代初，科学家研究了对这类事故的控制方法，例如杀死周边鸟类、平整土地以消除上升气流、破坏鸟类筑巢点等。交通管制塔和信号塔等建筑在1964-1965年杀死了大约3000只信天翁，随后它们被拆除。1993年中途岛海军航空设施的关停消除了信天翁与军用飞机相撞的问题。近来岛上人类活动的减少降低了信天翁所受的生存隐患，尽管军事设施附近的有毒涂料仍威胁着它们的健康。信天翁的羽毛在20世纪初一度非常流行，这导致仅在1909年，中途岛和莱桑岛就有超过300,000只信天翁被捕杀。
信天翁所受的另一威胁来自外来物种，例如老鼠和流浪猫。这些动物可能会攻击信天翁幼鸟和成鸟，也可能会偷取它们的蛋。信天翁的繁殖地点在历史上并没有哺乳动物的活动，所以即使是小如老鼠的入侵，对它们的威胁也是十分巨大的。例如在戈夫岛，家鼠的入侵导致了特岛信天翁幼鸟被攻击或捕食。外来物种也可能对信天翁造成间接威胁，例如家牛的引入导致了阿姆斯特丹岛的过度放牧，使得信天翁难以获得足够的筑巢材料，进而对阿岛信天翁的繁殖造成了困难；在另一些岛上，外来植物的引入也导致了类似的问题。

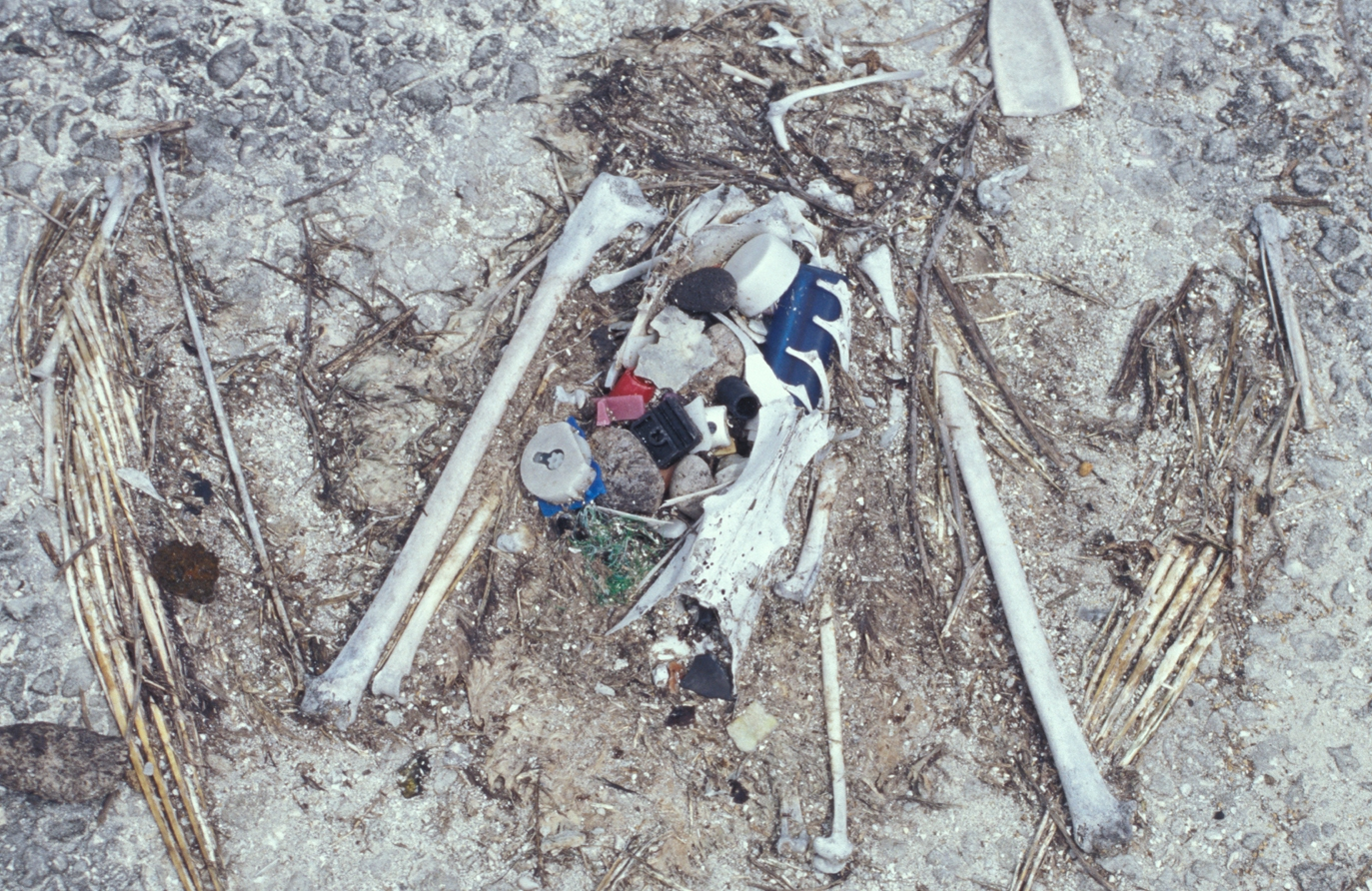
死去的黑背信天翁屍體，肚子裡滿是垃圾

误食塑料垃圾也是信天翁以及许多其它海鸟的一个生存威胁。自1960年代的首次记录以来，海洋中塑料垃圾的数量急剧增长，这些塑料来自船舶丢弃、海上倾倒、海滩或随河流冲入海洋的废弃物。信天翁无法消化塑料，塑料占据了胃部或砂囊原本用于存放食物的空间，从而导致它们饥饿而死。对北太平洋信天翁的研究显示，塑料的摄入导致了信天翁体重和身体状况的下降。此外，塑料还会通过反刍喂给幼鸟。一项针对中途岛黑背信天翁幼鸟的研究表明，与死于意外的幼鸟相比，自然死亡的幼鸟摄入的塑料更多。尽管反刍的塑料不足以造成幼鸟直接死亡，但这些塑料会带来生理压力，并导致幼鸟的饱腹感，从而减少食物摄入，降低生存机会。
科学家和保护组织（主要是国际鸟盟，它也是“拯救信天翁”活动的运作者）正与政府合作，一同致力解决信天翁所面临的渔业威胁。他们呼吁在渔业中减少使用延绳捕鱼法，并通过使用蓝色饵料、调整饵料深度、增加鱼线重量等方法来降低信天翁所面临的生存威胁。例如，一个研究团队与新西兰的渔民成功测试了将长线捕鱼的饵料放置在信天翁所能接触到的海水深度之下。在过去的10年间，普遍认为这些技术在福克兰群岛小鳞犬牙南极鱼捕捞中的推广减少了对黑眉信天翁的误伤。环保主义者也在致力于海岛恢复项目，希望通过移除对本地族群造成威胁的外来物种来保障信天翁的生存。
2001年，有13个国家通过了《信天翁及海燕保护协定》，该条约于2004年正式开始生效，这是信天翁等海鸟保护领域的一个重大进展。这13个国家分别为：阿根廷、澳大利亚、巴西、智利、厄瓜多尔、法国、新西兰、挪威、秘鲁、南非、西班牙、英国和乌拉圭。该条约要求各参与国采取特定措施来减少误伤和污染，并移除繁殖岛屿上的外来威胁物种。

## 与人类的关系

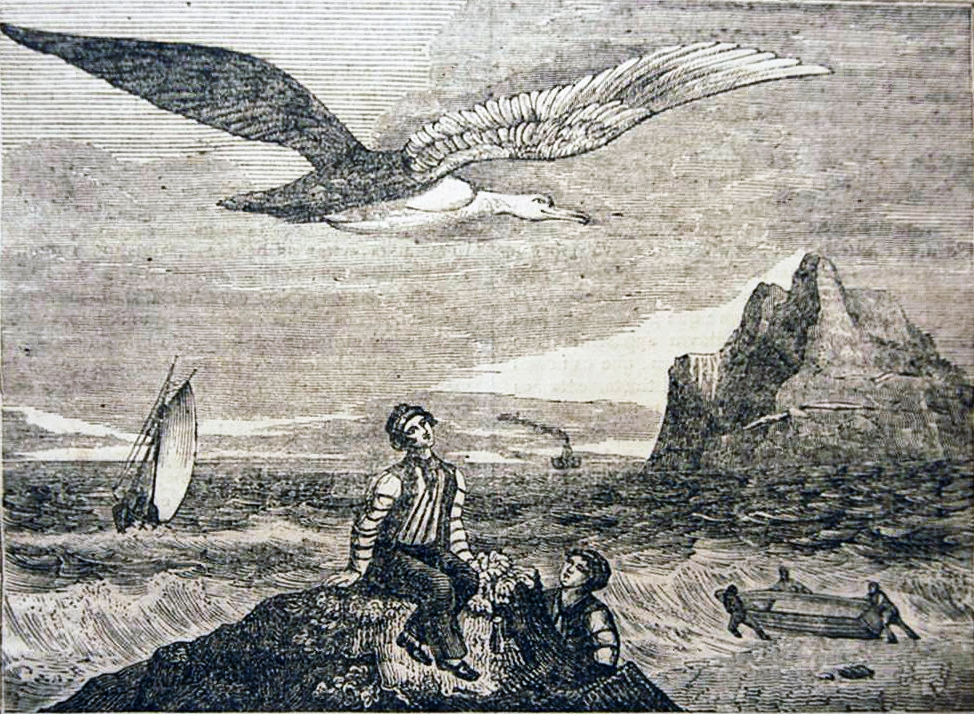
一幅描绘信天翁的木刻版画，1837 年

### 文化
信天翁曾被认为是“最具传奇性的鸟类”。塞缪尔·泰勒·柯勒律治在其《古舟子咏》中将信天翁作为中心意象，用以指代上帝所创万物的纯洁与美好。信天翁比喻就来自这部诗篇：当一个人身处困境，他就被称为“脖子上挂着一只信天翁”，这是对杀死信天翁的水手的惩罚。曾有传说，水手认为伤害或杀死信天翁预示着灾难的降临，这个传说可能部分来自《古舟子咏》。根据詹姆斯·库克在1772年的记录，现实中的水手经常射杀并食用信天翁。不过也有曾记载一些水手捕捉并释放信天翁的行为，这或许是因为他们相信这些信天翁是死去水手的灵魂，他们不愿杀死这些信天翁，以免遭来厄运。合恩角航行者（也即驾驶船只经过合恩角的水手）的标志是一只被钩子勾住的信天翁头颅，而船长甚至还可从合恩角航行者组织中获得“信天翁”的封号。
夏尔·波德莱尔曾在诗歌《信天翁》中以一只受水手囚禁与嘲弄的信天翁隐喻那些遭受社会诘难的诗人：
Le Poète est semblable au prince des nuées
Qui hante la tempête et se rit de l'archer;
Exilé sur le sol au milieu des huées,

Ses ailes de géant l'empêchent de marcher.
（翻译：诗人也如这云霄中的王子，在暴雨之中笑看弓手；可一旦被放逐世间，被讥嘲环绕，他巨大的翅膀却使它步履维艰。）
在高爾夫球運動中，當球手打出低於標準桿數三桿時，會被稱為信天翁。
在毛利文化中，人们使用信天翁的翅骨制作长笛。夏威夷宗教将黑背信天翁称为"奥马库阿"，视其为祖先的神圣象征，黑背信天翁也可能是夏威夷神鸟凯恩的原型。日本神话则相反，它将短尾信天翁视为愚蠢的象征，称其为「阿呆鳥」，这或许是因为短尾信天翁常常无视陆地捕食者，从而被采集羽毛的猎人轻易捕获。

### 观鸟
信天翁非常受观鸟爱好者的喜爱，它们的繁殖点往往也是生态旅游的热门目的地。在许多沿海城市（例如蒙特雷、达尼丁、凯库拉、伍伦贡、悉尼、菲利港、荷巴特、开普敦等）都有定期的观鸟旅行，组织前往远洋带观察海鸟。通过放置鱼油等饵料，这些游船可以轻易的吸引到信天翁的驻留。海鸟繁殖点旅行也十分受欢迎，每年有大约40,000人到访北方皇家信天翁在新西兰泰亚罗阿角的繁殖点。

## 外部連結
- （繁體中文）（影片）中途島的信天翁之死－害死信天翁幼鳥的塑膠垃圾 （页面存档备份，存于）